# Список эпизодов телесериала «Настоящий детектив»
«Настоящий детектив» — американский телесериал-антология создателя и автора сценария — Ника Пиццолатто. Премьера состоялась на канале HBO 12 января 2014 года. Сериал сосредоточен на полицейских расследованиях и их влиянии на детективов, которых их проводят. Каждый сезон представляет свой сюжет, действующие лица и места действия, и каждый сезон состоит из восьми эпизодов, продолжительностью от 54 до 87 минут. По состоянию на 9 августа 2015 года, в эфир вышло 16 эпизодов «Настоящего детектива», завершив второй сезон. Премьера третьего сезона сериала состоялась 13 января 2019 года.

## Обзор
| Сезон | Серии | Серии | Даты показа    | Даты показа     | Средняя аудитория (в миллионах) |
| Сезон | Серии | Серии | Первая серия   | Последняя серия | Средняя аудитория (в миллионах) |
| ----- | ----- | ----- | -------------- | --------------- | ------------------------------- |
| 1     | 8     | 8     | 12 января 2014 | 9 марта 2014    | 2,33                            |
| 2     | 8     | 8     | 21 июня 2015   | 9 августа 2015  | 2,61                            |
| 3     | 8     | 8     | 13 января 2019 | 24 февраля 2019 | 1,25                            |
| 4     | 6     | 6     | 14 января 2024 | 18 февраля 2024 | 0,654                           |

## Список серий

### Сезон 1 (2014)
В 2012 году детективы Мейнард Гилбо (Майкл Поттс) и Томас Папания (Тори Киттлз) вызывают на допрос двоих бывших следователей отдела расследования убийств полиции штата Луизиана, Растина «Раста» Коула (Мэттью Макконахи) и Мартина «Марти» Харта (Вуди Харрельсон), по поводу расследования убийства Доры Лэнг в 1995 году. Марти и Раст не видели и не говорили друг с другом с 2002 года, после ссоры из-за жены Марти, Мэгги Харт (Мишель Монаган). Так как во время урагана Рита было уничтожено множество материалов по делу, двух экс-детективов просят рассказать историю их рабочих отношений, личной жизни и подробности расследования убийства Доры Лэнг, а также ряд других связанных с этим отдельных эпизодов. Это связано с появлением новых доказательств того, что преступник, которого Марти и Раст искали в 1995 году, всё ещё на свободе.
| № общий | № в сезоне | Название                                          | Режиссёр             | Автор сценария | Дата премьеры   | Зрители в США (млн) |
| ------- | ---------- | ------------------------------------------------- | -------------------- | -------------- | --------------- | ------------------- |
| 1       | 1          | «Долгая яркая тьма» «The Long Bright Dark»        | Кэри Дзодзи Фукунага | Ник Пиццолатто | 12 января 2014  | 2,33                |
| 2       | 2          | «Галлюцинации» «Seeing Things»                    | Кэри Дзодзи Фукунага | Ник Пиццолатто | 19 января 2014  | 1,67                |
| 3       | 3          | «Замкнутая комната» «The Locked Room»             | Кэри Дзодзи Фукунага | Ник Пиццолатто | 26 января 2014  | 1,93                |
| 4       | 4          | «Стой, кто идёт?» «Who Goes There»                | Кэри Дзодзи Фукунага | Ник Пиццолатто | 9 февраля 2014  | 1,99                |
| 5       | 5          | «Тайна самой жизни» «The Secret Fate of All Life» | Кэри Дзодзи Фукунага | Ник Пиццолатто | 16 февраля 2014 | 2,25                |
| 6       | 6          | «Дома с привидениями» «Haunted Houses»            | Кэри Дзодзи Фукунага | Ник Пиццолатто | 23 февраля 2014 | 2,64                |
| 7       | 7          | «Когда ты ушёл» «After You've Gone»               | Кэри Дзодзи Фукунага | Ник Пиццолатто | 2 марта 2014    | 2,34                |
| 8       | 8          | «Тьма над бездною» «Form and Void»                | Кэри Дзодзи Фукунага | Ник Пиццолатто | 9 марта 2014    | 3,52                |

### Сезон 2 (2015)
Офицер Калифорнийского дорожного патруля и ветеран войны Пол Вудро (Тейлор Китч) обнаруживает мёртвое тело местного бизнесмена, который был вовлечён в крупную земельную сделку. Учитывая неоднозначный юрисдикционный характер места преступления, два других офицера, детектив полиции Винчи Рэймонд «Рэй» Велкоро (Колин Фаррелл) и детектив округа Вентура Антигона «Эни» Беззеридес (Рэйчел Макадамс), назначены помочь Вудро расследовать убийство. В преступлении оказывается вовлечён Фрэнк Семьон (Винс Вон), профессиональный преступник, который участвовал в земельной сделке, и чьи сбережения были украдены, когда произошло убийство. Детектив Велкоро стоит на зарплате у Семьона, так как он помог неустойчивому детективу найти и казнить человека, который изнасиловал его жену годами ранее. Три детектива, плюс Семьон, быстро опознают большой заговор, вовлекающий прошлое жертвы в качестве полицейского, коррумпированный город Винчи, и борьбу за власть, происходящую между сыном мэра, русской мафией, и департаментом полиции Винчи, которые стремятся заставить замолчать троих детективов и их бывшего криминального союзника.
| № общий | № в сезоне | Название                                                | Режиссёр        | Автор сценария                | Дата премьеры  | Зрители в США (млн) |
| ------- | ---------- | ------------------------------------------------------- | --------------- | ----------------------------- | -------------- | ------------------- |
| 9       | 1          | «Западная Книга Мёртвых» «The Western Book of the Dead» | Джастин Лин     | Ник Пиццолатто                | 21 июня 2015   | 3,17                |
| 10      | 2          | «Тебя застанет ночь» «Night Finds You»                  | Джастин Лин     | Ник Пиццолатто                | 28 июня 2015   | 3,05                |
| 11      | 3          | «Может, завтра» «Maybe Tomorrow»                        | Янус Мец        | Ник Пиццолатто                | 5 июля 2015    | 2,62                |
| 12      | 4          | «Падение» «Down Will Come»                              | Джереми Подесва | Ник Пиццолатто и Скотт Лассер | 12 июля 2015   | 2,36                |
| 13      | 5          | «Другие жизни» «Other Lives»                            | Джон У. Краули  | Ник Пиццолатто                | 19 июля 2015   | 2,42                |
| 14      | 6          | «Рухнет храм» «Church in Ruins»                         | Мигель Сапочник | Ник Пиццолатто и Скотт Лассер | 26 июля 2015   | 2,34                |
| 15      | 7          | «Чёрные карты и нумера» «Black Maps and Motel Rooms»    | Дэниел Аттиас   | Ник Пиццолатто                | 2 августа 2015 | 2,18                |
| 16      | 8          | «Конечная станция» «Omega Station»                      | Джон Краули     | Ник Пиццолатто                | 9 августа 2015 | 2,73                |

### Сезон 3 (2019)
Действие истории происходит в Озарке в течение трёх различных периодов времени. В 1980 году партнёры-детективы Уэйн Хэйс (Махершала Али) и Роланд Уэст (Стивен Дорфф) расследуют жуткое преступление с участием двух пропавших детей. В 1990 году Хэйс и Уэст вызваны на допрос после большого перерыва в деле. В 2015 году отставного Хэйса попросили рассказать о нераскрытом деле для документального фильма.
| № общий | № в сезоне | Название                                                               | Режиссёр       | Автор сценария              | Дата премьеры                                | Зрители в США (млн) |
| ------- | ---------- | ---------------------------------------------------------------------- | -------------- | --------------------------- | -------------------------------------------- | ------------------- |
| 17      | 1          | «Великая война и современная память» «The Great War and Modern Memory» | Джереми Солнье | Ник Пиццолатто              | 13 января 2019                               | 1,44                |
| 18      | 2          | «Попрощайся с завтра» «Kiss Tomorrow Goodbye»                          | Джереми Солнье | Ник Пиццолатто              | 13 января 2019                               | 1,19                |
| 19      | 3          | «Никогда» «The Big Never»                                              | Дэниел Сакхайм | Ник Пиццолатто              | 20 января 2019                               | 1,06                |
| 20      | 4          | «День и час» «The Hour and the Day»                                    | Ник Пиццолатто | Дэвид Милч и Ник Пиццолатто | 27 января 2019                               | 1,45                |
| 21      | 5          | «Призраки прошлого» «If You Have Ghosts»                               | Ник Пиццолатто | Ник Пиццолатто              | 1 февраля 2019 (онлайн) 3 февраля 2019 (HBO) | 0,88                |
| 22      | 6          | «Охотники в потёмках» «Hunters in the Dark»                            | Дэниел Сакхайм | Ник Пиццолатто и Грэм Горди | 10 февраля 2019                              | 1,25                |
| 23      | 7          | «Последняя страна» «The Final Country»                                 | Дэниел Сакхайм | Ник Пиццолатто              | 17 февраля 2019                              | 1,32                |
| 24      | 8          | «Конец пути» «Now Am Found»                                            | Дэниел Сакхайм | Ник Пиццолатто              | 24 февраля 2019                              | 1,38                |

### Сезон 4 (2024)
| № общий | № в сезоне | Название             | Режиссёр   | Автор сценария                                                  | Дата премьеры                                 | Зрители в США (млн) |
| ------- | ---------- | -------------------- | ---------- | --------------------------------------------------------------- | --------------------------------------------- | ------------------- |
| 25      | 1          | «Часть 1» «Part I»   | Исса Лопес | Исса Лопес                                                      | 14 января 2024                                | 0,565               |
| 26      | 2          | «Часть 2» «Part II»  | Исса Лопес | Исса Лопес                                                      | 21 января 2024                                | 0,678               |
| 27      | 3          | «Часть 3» «Part III» | Исса Лопес | Сюжет: Исса Лопес Телесценарий: Исса Лопес и Алан Пейдж Арриага | 28 января 2024                                | 0,602               |
| 28      | 4          | «Часть 4» «Part IV»  | Исса Лопес | Намси Кхан, Крис Мунди и Исса Лопес                             | 4 февраля 2024                                | 0,722               |
| 29      | 5          | «Часть 5» «Part V»   | Исса Лопес | Катрина Олбрайт, Венона Уилмс, Крис Мунди и Исса Лопес          | 9 февраля 2024 (online) 11 февраля 2024 (HBO) | 0,371               |
| 30      | 6          | «Часть 6» «Part VI»  | Исса Лопес | Исса Лопес                                                      | 18 февраля 2024                               | 0,983               |